# فرودگاه بروس
فرودگاه بروس (به انگلیسی: Bruce's Airport) یک فرودگاه خصوصی است که یک باند فرود چمن دارد و طول باند آن ۳۶۵ متر است. این فرودگاه در شهر میلواکی، اورگن کشور ایالات متحده آمریکا قرار دارد و در ارتفاع ۷۶ متری از سطح دریا واقع شده‌است.